# شريف مليكة
شريف مليكة، شاعر وكاتب وطبيب مصري من مواليد 1958، يقيم في الولايات المتحدة. يكتب في الشعر والقصص القصيرة والروايات. وله حتى الآن أربع دواوين شعرية بالعامية المصرية، وثلاث مجموعات قصصية، وسبع روايات منها رواية «دعوة فرح» الصادرة عن دار العين للنشر في عام 2019.

## حياته الشخصية
ولد شريف ماهر ميخائيل مليكة في محافظة الإسكندرية في مصر بتاريخ 1 يونيو 1958. درس المرحلة الابتدائية في مدرسة باب اللوق  ثم انتقل إلى مدرسة الظاهر ليكمل تعليمه الاعدادي والثانوي. وبعد تخرجه من الثانوية، درس في كلية القصر العيني بجامعة القاهرة ونال على شهادة البكالوريوس في الطب والجراحة في عام 1981. عمل بعد تخرجه مفتشاً صحياً في طرة وكان مسؤولا عن حملة تطعيم المساجين في السجن. بعدها عمل نائباً لأمراض النساء والولادة في مستشفى المبرة في حي المعادي. وفي عام 1984، هاجر مليكة إلى الولايات المتحدة الأمريكية ليكمل دراسته الطبية ويتخصص في علاج الألم المزمن. عمل طبيباً مختصاً في علاج الألم بالولايات المتحدة وتحديدا في جامعة جونز هوبكنز بولاية ميريلاند. حصل على الجنسية الأمريكية في عام 1990 ويقيم فيها ما يقارب ثلاثين عاما.

## مشواره الأدبية
رغم حب مليكة للمطالعة والقراءة، لم يصدر أي كتاب له حتى عام 2003، ولكن كانت أولى محاولاته في الكتابة عندما كان طالبا في الثانوية العامة حيث طلب مدرس اللغة العربية من الطلبة أن يكتبوا موضوعا للإنشاء تحت عنوان «مشروع لنهضة مصر» فكتب مليكة مقالا تعبيريا يسخر فيه عن أزمة المواصلات في مصر وقتها وأهمية إصلاح الأزمة للارتقاء بمستوى الشعب المصري مما يساهم في إنهاض مصر. كانت مقالة مليكة المقالة الوحيدة التي نالت على درجة النهائية.
وفي عام 2000، كتب مليكة أول قصائد شعرية بالعامية المصرية إلا أنه لم ينشرها،  فقد كان يكتبها فقط لنفسه ويُسمعها لأسرته وأصدقائه. وذات يوم، تلقى اتصالا من أحد أصدقائه يخبره فيه برغبة الكاتب ألفريد فرج للقائه وسماع أشعاره. وبعد لقاء فرج بشريف وسماع أشعاره نصحه بنشرها. وفي عام 2003، أصدر مليكة أول ديوان شعري له بالعامية المصرية تحت عنوان «دواير». نشر بعدها دوانين من الشعر باللهجة العامية في عام 2005 بعنوان «حواديت من كتاب الحب» و«الاسم: مصرية». ثم أصدر روايته الأولى «زهور بلاستيك» الصادرة عن دار الحضارة للنشر، ثم توالت القصص القصيرة والروايات والأشعار، حيث أن مليكة كتب حتى الآن أربع دواوين شعرية منها ديوان «فنجان قهوة مع جاهين»، وثلاث مجموعات قصصية منها «سحر الحياة» الصادرة عن الهيئة المصرية العامة للكتاب، وسبع روايات آخرها رواية «دعوة فرح» الصادرة عن دار العين للنشر في عام 2019.

## مؤلفاته

### أشعار
- دواير، دار الحضارة للنشر، 2003
- حواديت من كتاب الحب، دار الحضارة للنشر، 2005
- الاسم: مصرية، دار الحضارة للنشر، 2005
- فنجان قهوة مع جاهين، دار الحضارة للنشر، 2010

### مجموعات قصصية
- مهاجرين، دار الحضارة للنشر، 2005
- اليوم الثامن، دار الحضارة للنشر، 2009
- سحر الحياة، الهيئة المصرية العامة للكتاب، 2016

### روايات
- زهور بلاستيك، دار الحضارة للنشر، 2006
- خاتم سليمان، دار الحضارة للنشر، 2008
- رقصة قوس قزح، دار الحضارة للنشر، 2010
- والملائكة أيضاً تصعد للطابق الثالث، دار الحضارة للنشر، 2011
- مريم والرجال، دار العين للنشر، 2014
- البحث عن كانديد، دار غراب للنشر والتوزيع، 2018
- دعوة فرح، دار العين للنشر، 2019